# Базулин, Алексей Николаевич
 Алексей Николаевич Базулин (9 апреля 1978) — российский борец вольного стиля, тренер и судья, Почётный спортивный судья России, мастер спорта России.

## Биография
Является мастером спорта России. В мае 2015 года был главным судьёй чемпионата России, который проходил в Каспийске. 6 июня 2016 года ему было присвоена квалификационная категория «Спортивный судья всероссийской категории». В марте 2021 года во Владикавказе был главным судьёй первенства России среди юношей. В середине июня 2021 года стало известно, что Базулин будет судить соревнования борцов на Олимпиаде в Токио. 21 апреля 2022 года ему было присвоено звание «Почётный спортивный судья России».
7 апреля 2024 года в Баку в полуфинале Европейского квалификационного турнира был руководителем ковра, на котором боролись азербайджанец Туран Байрамов и Франк Чамисо из Италии, при спорном сужействе схватка завершилась в пользу Байрамова при счёте 8:8. 24 апреля 2024 года после поданного протеста Итальянской федерации борьбы на судейство, были признаны ошибки рефери, в результате чего, судья на ковре Роман Павлов из Украины, боковой судья Али Сайван из Ирака, руководитель ковра Алексей Базулин, а также делегаты UWW: Камель Буазис (Тунис), Ибрагим Чичиоглу (Турция) и Кейси Гессл (США) были дисквалифицированы на срок от двух до 8 месяцев. 26 апреля 2024 Федерация спортивной борьбы России подала протест на решение об отстранении Базулина, которое действовало до 30 июня 2024 года. 29 мая 2024 года стало известно, что протест ФСБР удовлетворён и комиссия UWW аннулировал дисквалификацию Базулина.

## Известные воспитанники
- Морева, Алина Юрьевна — многократная чемпионка России;
- Магомаев, Магомед Магомедович — чемпион России;
- Алихмаев, Гаджимурад Алихмаевич — призёр чемпионатов России;
- Бобрулько, Дарья Олеговна — призёр чемпионатов России;
- Смоляк, Татьяна Андреевна — призёр чемпионатов России;
- Мякенькая, Татьяна Андреевна — призёр чемпионата России;
- Мамуев, Алимхан Амадович — двукратный обладатель Кубка России;